# Хоссек, Майкл
Майкл Хоссек (также известен как Big Mike; 17 октября 1946, Патерсон, Нью-Джерси — 12 марта 2012, Дубойс, Вайоминг) — американский барабанщик рок-группы The Doobie Brothers.  5

## Биография
Родился 17 октября 1946 года в Патерсоне, Нью-Джерси, США.
Хоссек участвовал в записи таких альбомов группы, как Toulouse Street (1972), The Captain and Me (1973) и What Were Once Vices are Now Habits (1974). 
В период работы над альбомом What Were Once Vices Are Now Habits Хоссек покинул коллектив из-за плотного гастрольного графика. Его заменил Кит Кнудсен, участник аккомпанирующего состава Ли Майклса. Включён в зал славы рок-н-ролла.
Умер 12 марта 2012 года в Дубуи, Вайоминг, США. 